# Pas de Grimsel
El pas de Grimsel (alemany: Grimselpass; francès: Col du Grimsel) és un port de muntanya situat a Suïssa, creuant els Alps Bernesos amb una alçada de 2.164 metres. El pas connecta Haslital, la vall superior del riu Aare, amb la vall superior del riu Roine. Per la seva situació, i com que l'Aare és un tributari del Rin, el pas creua divisió continental entre el Mar del Nord i la mar Mediterrània.
Hi ha una carretera pavimentada que segueix el pas, recorrent 38 kilòmetres entre Gletsch i Meiringen. La carretera, normalment, està tancada entre octubre i maig, a conseqüència de les probabilitats d'esllavissades existents. Com que és l'única carretera directa entre els cantons de Berna i Valais a través dels Alps Bernesos, s'han realitzat intents de mantenir oberta la carretera el màxim temps possible mitjançant l'ús d'aparells llevaneu. Hi ha un servei de la companyia PostBus Suïssa que utilitza el pas diversos cops al dia, connectant Meiringen i Oberwald.
El pas de Grimsel forma part de la ruta d'Aare, que constitueix la número 8 de les Rutes Ciclistes Nacionals de Suïssa. Ha estat utilitzat en moltes ocasions en el marc de la Volta a Suïssa.